# ROC Rivor
ROC Rivor is een regionaal opleidingencentrum in de Nederlandse provincie Gelderland met hoofdvestiging in Tiel.
De ROC-licentie is afgegeven door het Ministerie van Onderwijs, Cultuur en Wetenschap op 11 maart 1996.
In 2018 kwam het ROC Rivor op de vierde plaats van beste brede MBO-scholen van Nederland. 14 opleidingen kregen het predicaat topopleiding.

## Filmportretten
Leerlingen presenteerden op 26 november 2015 vier filmportretten die werden gemaakt bij werkgevers in de regio. Dit werd in opdracht van de gemeente en het UWV gemaakt, en zijn opgezet om werkgevers te informeren over mensen met een afstand tot de arbeidsmarkt.

## Vestigingslocaties
Het ROC heeft in Tiel vijf locaties, twee in Geldermalsen en één in Zaltbommel.